# 巴斯教徒墓地
巴斯教徒墓地位于中国广东省广州市黄埔区长洲岛上，为广州市的一个市、县级文物保护单位.
巴斯教徒墓地的历史年代为清代。

## 概况
巴斯教徒墓地位于黄埔造船厂内的猪腰岗（俗称金鸡饮水）上，是清末巴斯人（南亞祆教徒）在广州的专门墓地。山岗前临珠江，现存墓10座，按埋葬先后自北向南排列，间距2至3米。最早的一座葬于1847年，最晚的一座葬于1918年，每座墓的地面部分均用花岗石砌筑成阿拉伯式石棺，长约1.95米，宽约0.9米（各座墓的大小均有差别）。墓顶同时刻以英文及古吉拉特文，故兼为墓碑。碑文记述了死者的名字、宗教信仰及伊斯提泽德纪元（伊斯提泽德为伊朗萨珊王朝末代君主年号）。

## 修缮工程
2005年8月12日，广州市拨专款对墓地进行修缮，请来专业的古建筑维修队伍，修建了一条水泥面小路从山脚延伸到山顶，同时对墓地进行了绿化修饰。